# Monolithe
Monolithe ist eine 2001 gegründete Funeral-Doom- und Death-Doom-Band. Sie durchlief seit ihrem bestehen diverse personelle und stilistische Veränderungen. 

## Geschichte
Sylvain Bégot gründete Monolithe im Jahr 2001 in Paris aus einem Impuls während des Musizierens. Nach seinem Entschluss die entstandene Musik unter einem eigenen Band zu veröffentlichen, betrachtete Bégot Monolithe vorerst als Studio- und Solo-Projekt.

„The other members of Monolithe are session musicians, I asked them to play on the album because they are friends and/or because of their musical skills.“

„Die anderen Mitglieder von Monolithe sind Session-Musiker. Ich habe sie gebeten auf dem Album zu spielen, weil sie Freunde sind und/oder wegen ihrer musikalischen Fähigkeiten.“

Neben Bégot wurden bereits zum Debüt Musiker wie Gitarristen Benoît Blin und Sänger Richard Loudin von Despond trotz dieser Einschränkung als Mitglieder der Band benannt. Loudin wurde 2017 durch Rémi Brochard ersetzt. Als Bassisten waren neben Blind und Bégot, die diese Funktion phasenweise übernahmen Kristofer Lorent und Marc Canlers Teil von Monolithe. Ähnlich die ebenfalls von Bégot mit ausgefüllte Funktion des Keyboarders, die von Canlers, Sébastien Latour und Matthieu Marchand übernommen wurde. Insbesondere die Entscheidung zu Auftritten, die Bégnot Anfangs ablehnte, brachte nachhaltig Veränderungen in das Bandgefüge, das seither um Bégot und Blin alterniert.
Erste Auftritte bestritt die Band im Jahr 2015, seither trat Monolithe international in Erscheinung, bestritt eine Japan- sowie eine Europatournee. Hinzukommend trat die Band auf Festivals wie dem Hellfest und dem Motocultor in Frankreich, dem Brutal Assault in der Tschechischen Republik, den Metal Days in Slowenien, den Dutch Doom Days in den Niederlanden und dem Swamp Festival in Berlin auf.

## Werk und Wirkung
Die ersten vier Alben wurden als Monolithe I bis Monolithe IV zwischen 2003 und 2012 veröffentlicht. Monolithe I wurde 2003 über Appease Me Records veröffentlicht. Monolithe II 2005 über Candlelight Records, Monolithe III und Monlithe IV 2012 und 2013 via Debemur Morti Productions. Zwischenzeitlich erschienen 2007 und 2012 die EPs Interlude Premier und Interlude Second. Die EPs erfuhren unter dem Titel Monolithe Zero eine zusammenfassende Wiederveröffentlichung die von Debemur Morti Productions 2014 als Kompilation herausgegeben wurde. Bis einschließlich Monolithe IV besaßen die Alben keine Titelunterteilungen und präsentierten Musik von über 50 Minuten als je ein zusammenhängendes Stück. Mit dem Jahr 2015 änderte die Band ihre Herangehensweise. Die zeitgleich eingespielten Alben Epsilon Aurigae und Zeta Reticuli präsentierten jeweils drei Titel a fünfzehn Minuten. Beide Alben wurden mit einem Abstand von sechs Monaten im Winter 2015 und Sommer 2016 über Debemur Morti Productions veröffentlicht. Dem Doppel aus Epsilon Aurigae und Zeta Reticuli folgte 2018 das siebte Album Nebula Septem, das sieben Titel mit je sieben Minuten präsentierte. Das Album wurde via Les Acteurs de l’Ombre Productions veröffentlicht. Die Veröffentlichung wurde sodann von einer Tournee unterstützt, deren Auftakt beim Festival Les Feux de Beltane aufgenommen und als Live-Album von der Band vertrieben wurde. Mit Okta Khora folgte 2018 das achte Album, das die Band im Selbstverlag via Bandcamp als Download vertrieb. In der Fortführung der bewussten Variation von Titelanzahl und länge der einzelnen Stücke präsentierte die Band auf Okta Khora sechzehn Titel bei Längen von 8:08, 8:04, 4:08 und 4:04 Minuten.

### Konzept
Bégnot beschreibt Monolithe als ein lyrisch konzeptionell an die Science-Fiction gebundenes Projekt. Die ersten Alben und EPs ordnet er einer zusammenhängenden Science-Fiction-Geschichte unter, die er „The Great Clockmaker“ nennt. Epsilon Aurigae und Zeta Reticuli ließen sich, so Bégnot dem gleichen „Universum“ zurechnen befassen sich allerdings mit einer anderen Geschichte. Mit Nebula Septem begann die Band sich mit Themen abseits des Konzeptes um „The Great Clockmaker“ zu befassen, blieb aber der Science Fiction als den Rahmen bestimmendes lyrisches Oberthema treu.

### Stil
Das Webzine Doom-Metal.com beschreibt den von Monolithe ursprünglich gespielten Stil als „langsamen, traurigen Funeral Doom mit einem großen Schwerpunkt auf einen majestätischen Keyboard-Sound“. Die Musik habe eine tranceartige Atmosphäre und erinnere mit künstlich generierter „epischen Orchestrierung“ sowie „leise geflüstertem Growling“ an Genre-Interpreten wie Shape of Despair und Morgion erinnert. Ab der zweiten EP wandelte die Band ihren Stil zunehmend zu einem als „chaotischer“ beschriebenen Death Doom. Diese Entwicklung führte Monolithe nachkommend fort und nahm in weiteren Veröffentlichungen, insbesondere im Gitarrenspiel und der Keyboarduntermalung Elemente des Space Rock, Melodic Death Doom und Dark Metal auf.

### Rezeption
Webzines wie Doom-Metal.com, Metal.de der Metal1.info rezensierten die Veröffentlichungen von Monolithe. Insbesondere Nebula Septem und Okta Khora erfuhren eine erhöhte internationale Aufmerksamkeit. Überwiegend positiv fiel die Rezeption hingegen durchgängig aus. 
Bereits das Debüt wurde von Kostas Panagiotou für Doom-Metal.com zu „einem der atmosphärischen Höhepunkte des Jahres“ erklärt. Ebenso wurde das Album als „Kunst“ für das Webzine Metal.de gelobt. Die Fortführungen der Reihe Monolithe I bis Monolithe IV behielten diese Beurteilung weitestgehend bei. Lediglich eine Rezension des Webzines Burn Your Ears zu Monolithe II fiel vernichtend aus und beschrieb die Musik als „langweilig und trist, ja geradezu einschläfernd“. Hingegen nannte Bertrand Marchal Monolithe III für Doom-Metal.com „Exzellenz auf neuem Niveau“  und Chaim Drishner beschrieb Monolithe IV für das gleiche Webzine als ein „massives Werk aus Schönheit und Dunkelheit“.
Epsilon Aurigae und Zeta Reticuli wurden ebenfalls positiv besprochen. Die Alben wurden als Fortführung und zugleich als Weiterentwicklung der vorausgegangenen Veröffentlichungen gelobt. In Besprechungen der Webzines Angry Metal Guy und Powermetal.de wurde darauf verwiesen, dass Monolithe mit Epsilon Aurigae beziehungsweise mit Zeta Reticuli an Zugänglichkeit gewonnen hätte, ohne an Qualität zu verlieren.

„Wer düsteren und eigenständigen Funeral Doom mag, der sollte dem Album unbedingt eine Chance geben, gerade auch, wenn ihm die früheren Alben der Band zu schwer zugänglich waren, denn hier könnte er endlich einen Weg in den Kosmos von MONOLITHE finden, eine Reise, die es immer Wert ist, unternommen zu werden.“

Gegenüber der vorausgegangenen Diskografie stieg mit Nebula Septem die Rezeption merklich an. Ian Morrissey empfahl das Album für Doom-Metal.com „jedem aufgeschlossenen Doom-Metal-Fan“. Weitere Rezensionen schlossen sich solchem Lob an und mutmaßten, dass sich „technisch gesehen […] insgesamt […] nicht meckern“ ließe, „Mängel“ ließen „sich nicht entdecken. Auch die Produktion kann man kaum kritisieren, Instrumente wie Gesang sind ordentlich abgemischt und stehlen einander nicht die Schau.“ Das Album wurde soin unterschiedlichen Besprechungen als „ein Meisterwerk des Space Dooms“ und „ein oft farbenprächtiger Koloss, ein von Hundertwasser gebauter Todesstern“ gepriesen. Auch das zwei Jahre darauf veröffentlichte Okta Khora wurde anhaltend gelobt. In Rezensionen wurde der Band eine anhaltende Qualität attestiert, bei der es Monolithe „unmöglich sei etwas falsch zu machen“. Okta Khora zeige, dass die Gruppe auf einem durchgehend hochwertig-stabilen Niveau agiere.

„Einmal mehr verstehen es MONOLITHE, ihren erweiterten Doom so aufzubereiten, dass ein spannendes Abenteuer fürs Ohr ins Haus steht. Zwar dauert es ein wenig, bis die Songs greifen, aber straight to the head haben die Franzosen ja noch nie musiziert.“